# 维也纳大学经济学院
维也纳大学经济学院（Fakultät für Wirtschaftswissenschaften der Universität Wien）是维也纳大学15个二级学院之一。

## 历史沿革
1763年，玛丽亚·特蕾西娅女皇首次在维也纳大学法学院任命了官房学教授索南费尔斯·冯·约瑟夫（Joseph von Sonnenfels）。在1975年的院系改革过程中，维也纳大学的法律与国家科学学院（Rechts- und Staatswissenschaftliche Fakultät）被拆分为法学院（Rechtswissenschaftliche Fakultät）和社会经济科学学院（Sozial- und Wirtschaftswissenschaftliche Fakultät）。2004年最近一次师资改革过程中，社会经济科学学院拆分为社会科学学院（Fakultät für Sozialwissenschaften）和经济学院。2013年，经济学院搬到了市中心，现在与数学学院一起位于Oskar-Morgenstern-Platz 1号楼。维也纳大学经济学院拥有约320名从事研究和教学的员工。

## 人员数据
维也纳大学经济学院有3200名本科生、1600名硕士生、1000名扩展课程学生和200名博士生，总计6000学生；51名终身教职员工、61名非终身教职人员、35名实习生（Prae-docs）及助教、38名校外科研人员和154名校外教学人员，总计339名教研人员；60名一般行政人员、11名自由职业者和1名实习生，总计72名行政人员。

## 学系设置
十二个系和中心是经济学院的主要组织单位。大多数行政决策是分散的，在学系内做出。
- 商业决策和分析学系（Department of Business Decisions and Analytics）
- 金融学系（Institut für Finanzwirtschaft）
- 市场营销和国际商务学系（Institut für Marketing und International Business）
- 会计、创新和战略学系（Institut für Rechnungswesen, Innovation und Strategie）
- 商法学系（Institut für Recht der Wirtschaft）
- 统计学与运筹学系（Department of Statistics and Operations Research）
- 经济学系（Institut für Volkswirtschaftslehre）
- 经济社会学系（Institut für Wirtschaftssoziologie）
- 维也纳实验经济学中心（Vienna Center for Experimental Economics, VCEE）
- 维也纳运筹学中心（Vienna Center for Operations Research, VCOR）
- 维也纳数据中心（Vienna Data Center）
- 商务语言学系（Fachbereich für Wirtschaftssprachen）